# 巴黎丽兹酒店
巴黎丽兹酒店（法語：Hôtel Ritz Paris）是巴黎第一区市中心的一间酒店，坐落于旺多姆广场15号，是世界上最豪华的酒店之一，同时也是立鼎世酒店集团的成员。
巴黎丽兹酒店最早于1898年开始营业，由瑞士酒店大亨凯撒·丽兹联合法国名厨奥古斯特·埃斯科菲耶创立，是世界上最早的丽兹酒店。它基于一栋十八世纪的私人住宅建成，俯瞰巴黎市中心的旺多姆广场，是欧洲第一间在套房内提供浴室、电话和电力的酒店。酒店的奢华很快为其建立起声誉，顧客多為政商名流。为了纪念著名客户，酒店为数间套房命名，例如可可·香奈尔套房和马塞尔·普鲁斯特套房，酒店中的一间酒吧则被命名为海明威酒吧。酒店餐廳L'Espadon世界闻名，吸引全球厨师来到丽兹－埃斯科菲耶法国烹饪学校学习厨艺。最奢华的套房为帝国套房（Suite Impériale），被法国政府列为国家历史古迹。作为奢华上流社会的象征，巴黎丽兹酒店曾出现在许多著名的小说、戏剧和电影中，例如海明威的《太阳照常升起》和比利·怀德的《黄昏之恋》。
第二次世界大战期间，酒店由德军接管，用作纳粹德国空军的司令部。1979年，在丽兹家族最后一名成员、凯撒·丽兹的儿子查尔斯·丽兹去世后三年，酒店被售予埃及商人穆罕默德·法耶兹。1997年8月31日，威爾斯王妃戴安娜在酒店的帝国套房内就餐，离开酒店后于一场严重的车祸中身亡。
法国经济工业就业部为法国最优秀的酒店授予“Palace”荣誉称号，为了获得这一称号，巴黎丽兹酒店于2012年8月1日停业进行为期四年、耗资数百万美元的彻底翻新。2016年6月6日，酒店再度开业。

## 历史背景

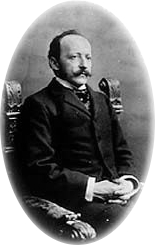
凯撒·丽兹

旺多姆广场最初由卢福瓦侯爵主持建造，但因缺乏资金而废弃。1699年，项目重启。1702年，此处建起金融家安托万·克罗札的私人住宅，名为“克罗札之家”，藏有美人和巨量的财富。1738年6月7日，克罗札去世，这栋建筑被出售后经过多次易手，最终连同毗邻的拉尊酒店（Hôtel de Lazun）一同由凯撒·丽兹购入。1705年，皇家议会成员安托万-法兰索瓦·毕托图（Antoine-François Bitaut）购买了拉尊酒店的所在地，并建造了一栋私人住宅，数个贵族家庭曾在其中居住，之后变为格拉蒙酒店（Hôtel de Gramont）。建筑的立面由皇家建筑师儒勒·哈杜安·孟萨尔设计，这位设计师也曾参与设计凡尔赛宫。1854年，佩雷尔兄弟购得这栋建筑，将其用作动产信贷银行的总部。
1888年，瑞士酒店大亨凯撒·丽兹和法国厨师奥古斯特·埃斯科菲耶在德国巴登-巴登开了一家餐廳，后来酒店大亨理查德·多伊利·卡特邀请两人前往英国伦敦担任薩伏伊酒店的经理和主厨。1889年，两人开始在此工作。萨沃伊酒店在丽兹的管理下取得了巨大的成功，吸引了一些身世显赫且富有的顾客，例如爱德华七世。1897年，酒店丢失了价值3400英镑的酒，丽兹受到事件牵连，因此和埃斯科菲耶一同辞职。据说在他们辞职之前，萨沃伊的顾客非常希望他们能在巴黎经营一间酒店。在亚历山大·马尼尔·拉博丝特的帮助下，丽兹购置了位于旺多姆广场的拉尊酒店，并将其转变为一间拥有210间客房的酒店。丽兹表示，这间酒店的目标是为顾客提供“王子在家中渴望的一切奢华。”他请建筑师查尔斯·缪斯升级建筑原有的结构。此外，丽兹还对酒店卫生标准有新颖的思考，他要求每间套房内必须配备浴室，减少窗帘和帷幔，尽可能多地让太阳照进客房。同时，为了让顾客有回家的感觉，他为酒店配备了英国和法国绅士家中常见的老式家具。
1898年6月1日，巴黎丽兹酒店举行了盛大的筵席，宣布正式开业。丽兹的精良管理和埃斯科菲耶的优秀厨艺一同让这间酒店变为奢华、极致服务和高级餐饮的代表，丽兹（Ritz）这一名字成为形容优雅豪华的词汇。酒店迅速受到巴黎社会名流的追捧，多年来招待了众多名人，如马塞尔·普鲁斯特、斯科特·菲茨杰拉德、欧内斯特·海明威、爱德华七世，时装设计师可可·香奈尔更是在巴黎丽兹酒店居住超过三十年。酒店内的许多套房都以它们过往顾客的名字为名。海明威曾说：“在巴黎，不住丽兹的唯一理由是没钱”。

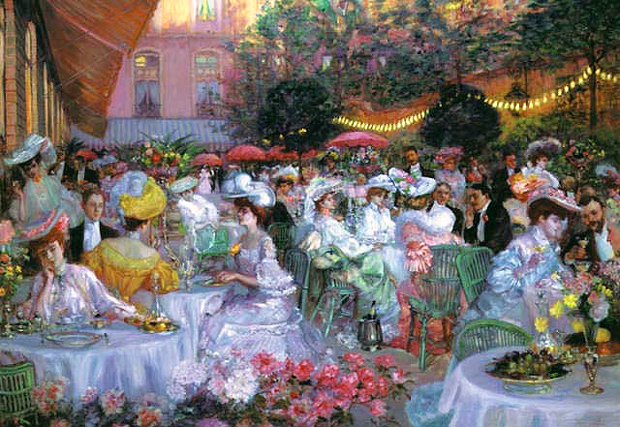
皮埃尔-乔治·让尼奥（Pierre-Georges Jeanniot）于1904年描绘的巴黎丽兹酒店花园中的茶会。

瑞士画家皮埃尔-乔治·让尼奥曾于1904年和1908年创作两幅绘画，描绘巴黎丽兹酒店花园中的茶会。1909年，普鲁斯特在酒店创作了《追忆似水年华》的片段。1910年，酒店扩建。1918年，凯撒·丽兹去世，酒店由他的儿子查尔斯·丽兹继承。1919年，罗马尼亚玛丽王后与两位女儿伊丽莎白和玛丽亚在巴黎和会中代表大罗马尼亚进行谈判，期间下榻巴黎丽兹酒店。多年来，许多重要的皇室成员以及国家元首在巴黎丽兹酒店留宿、就餐。传闻称，爱德华七世和情人曾被卡在酒店狭窄的浴缸内。1935年，主厨奥古斯特·埃斯科菲耶去世。
1976年查尔斯·丽兹去世后，酒店进入缓慢衰落的时期。顾客流失使酒店经营第一次出现亏损。1979年，埃及商人穆罕默德·法耶兹耗资2000万美金购入巴黎丽兹酒店，并任命弗兰克·克莱因（Frank Klein）为总经理，拯救了这间酒店。克莱因则让米其林三星餐廳莉朵嫣亭的主厨盖伊·勒盖（Guy Legay）负责酒店厨房。在营业期间，法耶兹花费数年时间翻新酒店，使用拱廊连接毗邻的两栋建筑和时装店。其中，1980年至1987年，酒店的翻新工程由建筑师伯纳德·古切罗（Bernard Gaucherel）领导。整整十年的工程耗资达2.5亿美金。翻新后，餐廳拥有全新的装潢，地下室增设泳池、健身房、水疗中心。酒吧被重命名为海明威酒吧。1988年，为纪念奥古斯特·埃斯科菲耶，丽兹－埃斯科菲耶法国料理学校成立。
2012年8月1日，巴黎丽兹酒店历史上首次闭店，进行大范围的修复。原计划于2015年末再度开业，后推迟至2016年3月。当地时间2016年1月19日07:00，酒店屋顶发生大火。15辆消防车、60名消防员参与灭火。最终，经过为期四年、耗资数百万美元的翻新后，酒店于2016年6月6日再度开业。修复前，酒店拥有159间房间，包括103间公寓、56间套房；修复后酒店拥有142间房间，公寓71间、套房71间，其中15间为顶级套房。
进入21世纪，巴黎丽兹酒店被评为世界最奢华、最著名的酒店，同时还获得欧洲最佳、巴黎最昂贵的酒店等殊荣。巴黎丽兹酒店还是立鼎世酒店集团的成员。

## 重要历史事件

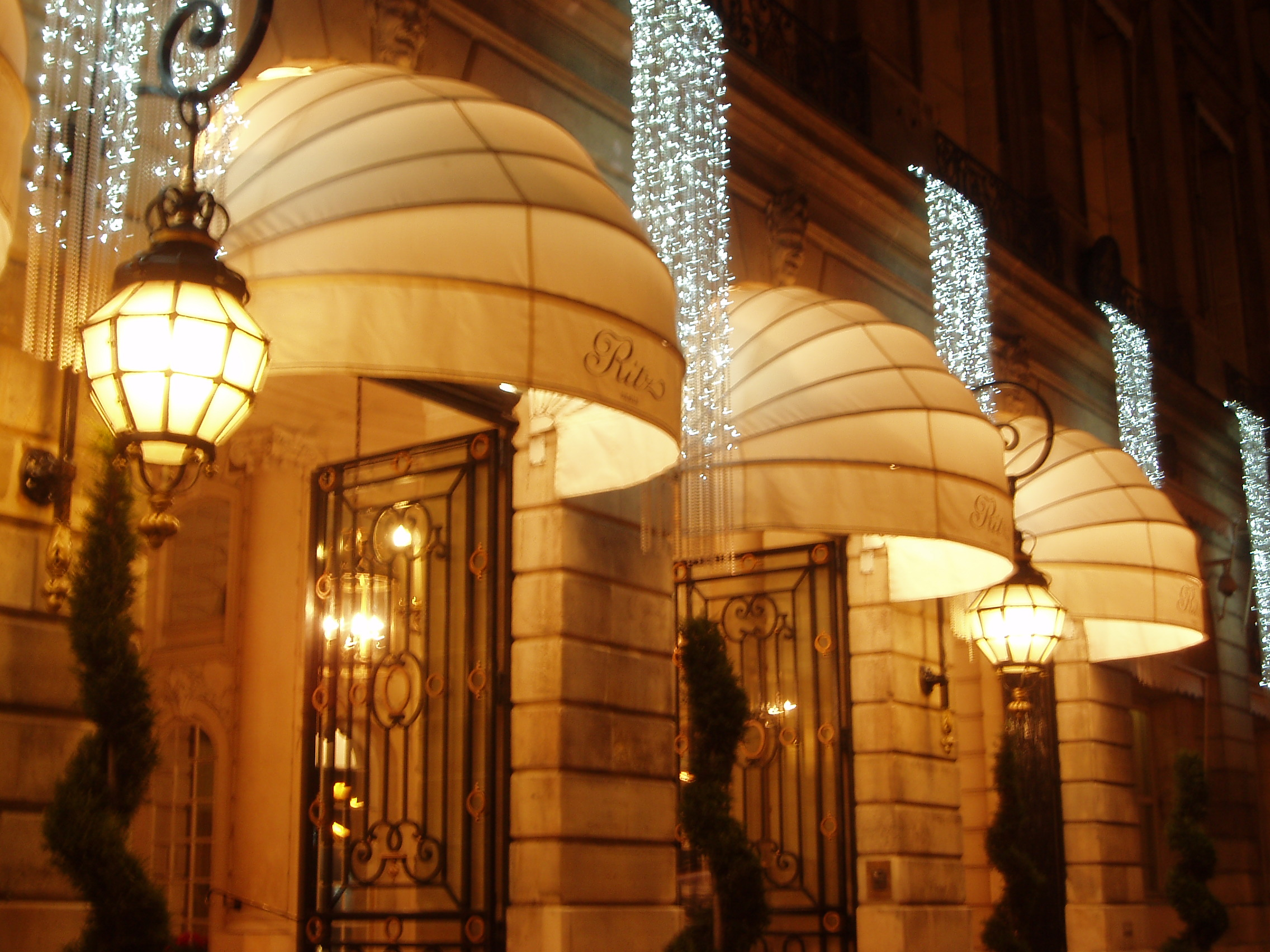
巴黎利兹酒店的入口

1940年夏天，第二次世界大战期间，纳粹德国空军将司令部设置在巴黎丽兹酒店，首领为赫尔曼·戈林。
第二次世界大战后，欧内斯特·海明威曾多次入住巴黎丽兹酒店。他在酒店中得知妻子想要与他离婚的消息，他将妻子的照片丢入马桶中，并用手枪向照片射击。
1997年8月31日，威爾斯王妃戴安娜、穆罕默德·法耶兹的儿子多迪·法耶兹以及他们的汽车司机亨利·保罗在巴黎丽兹酒店的帝国套房就餐后，与保镖崔佛·里斯·琼斯离开酒店，汽车来到阿尔玛桥时发生严重车祸，王妃本人、法耶兹和保罗在车祸中身亡。
2018年1月10日，五名男子从酒店中盗走价值数百万欧元的珠宝，最终三人在逃跑时被抓获。

## 建筑

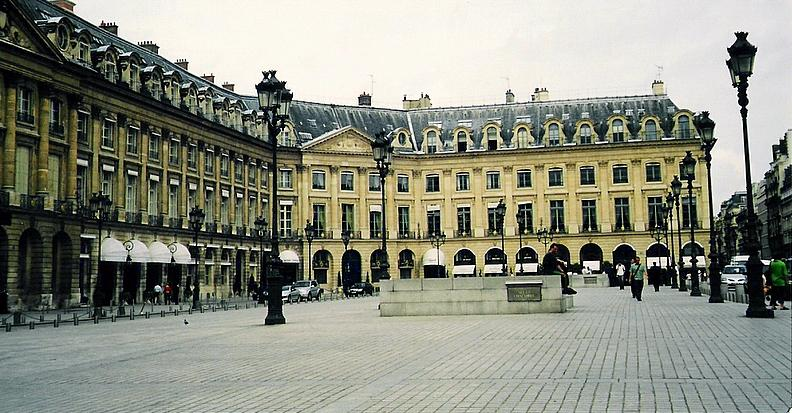
巴黎丽兹酒店的南侧

巴黎丽兹酒店和其前方的广场是路易十四当政时期的古典建筑杰作。17世纪晚期，皇家建筑师孟萨尔设计了建筑的立面。1705年，安托万-法兰索瓦·毕托图购置了这块土地并开始建造这栋建筑。酒店合并了临近旺多姆广场和康朋街的建筑，因此顾客除了可以从正面望向旺多姆广场之外，还能从客房中俯瞰位于酒店后方的花园。
巴黎丽兹酒店是欧洲第一间在套房内提供浴室、电话和电力的酒店。包含复折式屋顶在内，酒店共有四层，截至2016年有142间客房、一家米其林二星餐廳、四家酒吧以及一家简餐餐廳。

### 公寓和套房

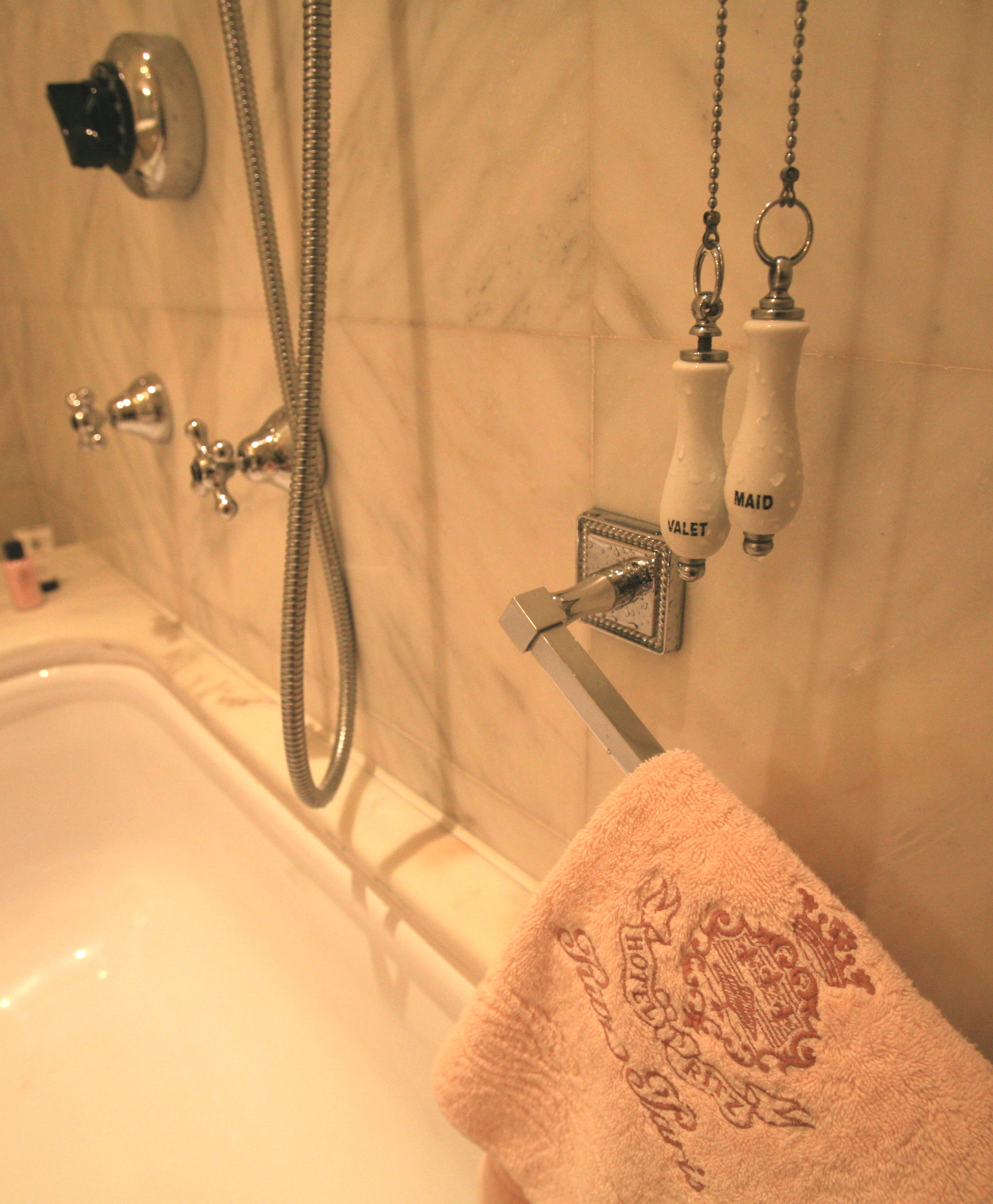
客房内的浴缸、淋浴设施和桃色毛巾

20世纪70年代，旅游刊物《假日》提到，“几乎每位皇室国家元首都曾在这最舒适的亚麻床单上小睡，站在15英尺高的天花板下，视线穿过巨大的窗户看向优雅的旺多姆广场”。《弗罗默旅行指南》将巴黎丽兹酒店评为“欧洲最佳酒店”，称“公共客厅摆放了博物馆级的古董家具。每间客房都有不同的装潢，多数拥有路易十四或路易十五的风格，皆配备精美的地毯、卵石壁炉、壁毯、黄铜床架和其他奢华装饰。爱德华七世和情人曾卡在丽兹的浴缸内，因此后来的浴缸都又大又深。”浴室配有独特的金天鹅水龙头以及桃色的毛巾和浴袍，因为相比白色，桃色更能显出女性肤色的美丽。
丽兹可能是巴黎最昂贵的酒店，雇佣超过600名员工，截至2017年5月，公寓房价从每晚1100欧元起，套房房价则从每晚3500欧元起，最奢华的帝国套房达20000欧元一晚。酒店共有15间“顶级套房”，丽兹称“它们是美学家的世界，十八世纪的镶板倒映着饱含深意的天花板、无价的古董家具以及旧主人的故事。每间套房都是独一无二的，似乎至今仍传递着过去在这居住的著名房客的精神。”旺多姆套房是酒店最宽敞的套房之一，拥有红色象牙主题，配备路易十四式家具，能通过巨大的窗户望向广场。凯撒·丽兹套房同样能俯瞰广场，放有路易十五式家具和一幅丽兹的肖像。其中一间房间的床罩有绿色和亮黄色的装饰，另一间房间则是丝质的仿花图案。套房客厅的门使用金箔镶边。艾尔顿·约翰套房主色调为草莓粉色和奶油色，共有两间房间，配有厚实的粉色地毯和阁楼窗户。据报道，约翰在他42岁生日时曾租下整个楼层。温莎套房配有壁毯、镀金线脚以及爱德华八世和温莎公爵夫人华里丝·辛普森的肖像。房间拥有路易十六式的家具和配色，例如杏仁绿、鲑红和珍珠灰。主卧室的色调为珍珠灰，这种颜色是华里丝的最爱，因此丽兹称其为“华里丝蓝”。时装设计师可可·香奈尔曾在可可·香奈尔套房生活35年。房间面积1670平方英尺，包括两间卧室和一间客厅，以乌木海岸风格的面漆点缀，拥有中式家具、巴洛克式镜子、巨大的沙发以及大郡主风格的床罩。据称，套房“配备了最精密的技术，包括传真、极可意蒸气浴缸以及现代的步入式衣帽间”。

#### 帝国套房
帝国套房（Suite Impériale）是巴黎丽兹酒店内最奢华的套房，被列为法国国家历史古迹。帝国套房位于酒店一楼，包含两间卧室、一间客厅和一间餐廳。套房拥有20英尺高的天花板，悬挂着枝形吊灯，从窗户可以望向旺多姆广场，两扇窗之间是巨大的金边巴洛克式镜子，家具主要为红色与金色，四帷柱大床据说与玛丽·安托瓦内特在凡尔赛宫的床一样。另一间房间则是路易十六式风格，放有华盖床。套房内有大量法国艺术品，浮雕和18世纪的镶板是套房的历史古迹，因此受到保护。浴室过去是女性的闺房，面向旺多姆广场，室内有极可意浴缸、蒸汽淋浴设施、等离子电视、梳妆柜，结合了18世纪的法国传统以及21世纪的现代化。套房同时还配备了DVD播放器、高速网络和传真，客厅旁是保时捷设计的厨房，放有Chroma厨刀，甚至还有收藏各种法国酒类的小型私人酒窖。多年来，帝国套房接待过许多世界最著名的顾客，例如伊朗沙阿和美国总统乔治·H·W·布什。第二次世界大战期间，纳粹德国空军总司令赫尔曼·戈林在此居住。威尔士王妃戴安娜和多迪·法耶兹在此吃完人生的最后一餐。2007年世界旅游大奖将帝国套房评为“欧洲杰出套房”。

### 餐廳和酒吧

Hôtel Ritz Paris.

#### L'Espadon
L'Espadon（剑鱼）是巴黎丽兹酒店的一家餐廳，由查尔斯·丽兹于1956年创立。查尔斯是钓鱼爱好者，因此将餐廳命名为一种鱼的名字。酒店首任主厨奥古斯特·埃斯科菲耶的烹饪风格对L'Espadon有很深的影响，因此餐廳提供“传统法国烹饪风格与现代风格相结合的料理”。餐廳由屡获殊荣的酒店第九任主厨米歇尔·罗斯掌厨。2009年，L'Espadon获得米其林指南二星评级。
1986年至1999年，盖伊·勒盖担任餐廳主厨，他被评为巴黎最好的厨师之一。1999年，《君子雜誌》发表文章描述道，“穿过长长的、摆满镜子和展示柜的走廊，走进L'Espadon，餐廳的摄政风格似乎围绕着你旋转，很容易想象到欧内斯特·海明威和玛琳·黛德丽一同坐在这品尝盖伊·勒盖烹制的嫩滑炒蛋……”餐廳“拥有如同视觉陷阱般华丽的天花板，悬挂着装饰布幔，透过窗户可以看到室外的庭院”。庭院内种植着绿色植物，摆放了数座雕像和一座喷泉。酒店雇佣了五家花商来提供鲜花。

#### 酒吧
巴黎丽兹酒店共有三家酒吧，分别名为丽兹酒吧、旺多姆酒吧和海明威酒吧。丽兹酒吧在康朋街入口内左侧，其富有魅力的鸡尾酒会以及首席酒保弗兰克·梅耶尔（Frank Meier）独特的调酒技术让这家酒吧享有盛誉。弗兰克·梅耶尔自1921年起担任丽兹酒吧的首席酒保，直至1947年去世。他调制的最著名的鸡尾酒之一是浓烈的“彩虹”，含有茴香酒、薄荷、黄查特酒、樱桃白兰地、莳萝利口酒、绿查特酒和科尼亚克白兰地。酒吧拥有维多利亚式装潢风格，配备红色天鹅绒扶手椅、卵石壁炉以及具有历史意义的雕塑。丽兹酒吧可能是世界上第一家酒店酒吧。
海明威酒吧是欧内斯特·海明威最喜爱的酒吧。酒吧保持原始的装潢，使用大量木质镶板以及皮质家具。酒吧墙面挂有25张照片，照片中是激起海明威灵感的地点和人物。
旺多姆酒吧是富有的巴黎人喜爱的下午茶地点。酒吧放置有木质家具和一架大钢琴。夏季时分，酒吧的门会敞开，让顾客能走向庭院和露台。

### 丽兹－埃斯科菲耶学校

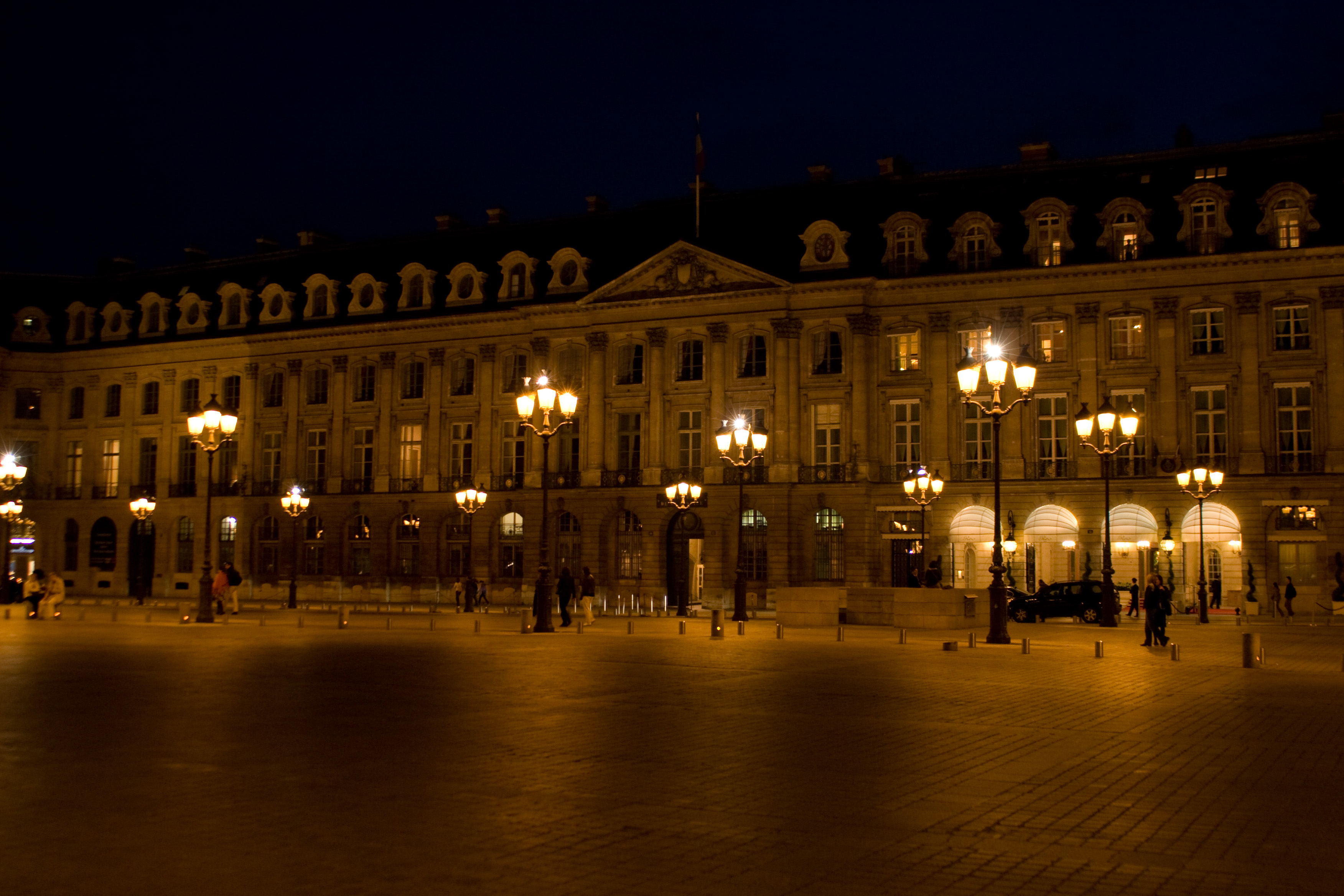
入夜，巴黎丽兹酒店的东侧

丽兹－埃斯科菲耶法国烹饪学校成立于1988年，以纪念法国名厨乔治斯·奥古斯特·埃斯科菲耶。学校的精神根植于埃斯科菲耶的名言：“美味的料理是幸福的基础”。学校从酒店后方的入口进入，提供训练课程以及厨师研讨班。

### 丽兹健康俱乐部
丽兹健康俱乐部拥有18000平方英尺的游泳池，是巴黎酒店中最大的游泳池，丽兹称其为“巴黎最优秀的室内游泳池”。泳池的建设受到古希腊和古罗马浴场的启发，天花板挂有浮雕，泳池配备了喷气水流以及水下音响。健康俱乐部提供一系列健康服务，例如区域反射疗法、瑞典式按摩以及指压按摩。

## 大众文化
巴黎丽兹酒店作为富裕、豪华的象征，常常出现在著名的大众文化中。

### 小说和戏剧
迷惘一代的小说常常出现巴黎丽兹酒店，例如斯科特·菲茨杰拉德的《夜色温柔》以及欧内斯特·海明威的《太阳照常升起》。诺埃尔·科沃德所著的戏剧《半世界》详细描绘了巴黎丽兹酒店，戏剧虚构了1924年至1926年一位巴黎社会精英淫乱、挥霍无度的生活。在布莱特·伊斯顿·埃利斯的小说《格拉莫拉玛》中，一群超级模特转变为恐怖分子，在巴黎丽兹酒店安装炸弹，炸毁建筑。小说《达芬奇密码》中，主人公罗伯特·兰登身处巴黎时入住这间酒店。萝伦·薇丝柏格（Lauren Weisberger）所著的小说《穿普拉达的女王》中，安德莉亚·萨克斯（Andrea Sachs）和米兰达·普瑞斯特利（Miranda Priestly）也曾在此留宿。伊恩·弗莱明创作的詹姆斯·邦德小说《俄罗斯之恋》中，终章的故事便发生于巴黎丽兹酒店。反派罗莎·克莱勃住在602号房间，与邦德战斗，最终死亡。朱利安·费罗斯的著作《势利小人》（Snobs）中，参加厄尔·布劳顿（Earl Broughton）婚前单身派对的宾客在丽兹留宿。

### 电影
巴黎丽兹酒店曾出现在许多电影里，奥黛丽·赫本出演其中三部。斯坦利·多南导演的1957年电影《甜姐儿》中，舞蹈《你好，巴黎！》（Bonjour, Paris!）描绘了凯·汤普森（Kay Thompson）与一群穿着成丽兹脚夫的舞者一同在酒店门前跳舞的场景。而在比利·怀尔德导演的1957年电影《黄昏之恋》中，赫本与加里·库珀在酒店套房内相恋，电影中的多数剧情都在此发生。1966年电影《偷龍轉鳳》中同样能找到巴黎丽兹酒店的身影，赫本佩戴标志性的纪梵希黑色蕾丝眼罩、身着燕尾裙在酒店酒吧中与彼得·奥图相恋。在印度电影《夏夜狂舞》中，阿彼锡·巴克罕在丽兹与拉腊·杜塔相遇。